# Saccocirrus alanhongi
Saccocirrus alanhongi är en ringmaskart som beskrevs av Bailey-Brock, Dreyer och Brock 2003. Saccocirrus alanhongi ingår i släktet Saccocirrus och familjen Saccocirridae. Inga underarter finns listade i Catalogue of Life.